# 高田幸一
高田幸一（日语：／ Takada Kōichi，1967年5月10日—），日本男子田径运动员。他曾代表日本参加1992年、2000年和2008年夏季残疾人奥林匹克运动会田径比赛，获得一枚银牌和一枚铜牌。